# Muracciole
Muracciole é uma comuna francesa na região administrativa de Córsega, no departamento da Alta Córsega. Estende-se por uma área de 14,06 km². 